# 拉萨 (韦尔切利省)
拉萨（義大利語：Rassa），是意大利韦尔切利省的一个市镇。总面积44平方公里，人口72人，人口密度1.6人/平方公里（2009年）。ISTAT代码为002110。